# Ross Perot
Ross Perot (Texarkana, Texas, 27 de juny de 1930 - Dallas, Texas, 9 de juliol de 2019), va ser un multimilionari estatunidenc, conegut per haver-se presentat com a candidat independent a les eleccions presidencials estatunidenques de 1992 (en el transcurs de la qual va aconseguir 19.743.821 electors, o sigui gairebé el 19 % dels vots) i una altra vegada sota la bandera del partit que va fundar, el Partit Reformista dels Estats Units, l'any 1996, i on aquesta vegada el resultat va ser més modest.

## Biografia

### Orígens, estudis i carrera
Nascut a Texarkana (Texas), Henry Ross Perot estudia a l'acadèmia naval d'Annapolis (Maryland) a la promoció 1949, després entra a la US Navy, abans fer de venedor per IBM l'any 1957. L'abandonà per fundar la seva empresa de tractament de dades informàtiques Electronic Data Systems (EDS) l'any 1962, que farà la seva fortuna (l'any 1992, EDS genera 8 mil milions de dòlars de xifra de negocis). Al desembre de 1969, organitza i porta una operació que consisteix a noliejar dos avions per lliurar menjar als presoners de la Guerra del Vietnam a Hanoi, però no va ser autoritzat a aterrar-hi.
Va invertir sobretot a l'empresa NeXT creada per Steve Jobs, abans de retirar-se del seu consell d'administració al juny de 1991.

### «Afer» dels hostatges
Just abans de la revolució iraniana de 1979, dos assalariats d'EDS són empresonats per un pretès problema de contracte comercial. De fet, Bill Gaylord i Paul Chiapparone havien estat empresonats de manera arbitrària per pressionar el govern americà que a l'època donava suport al xa de l'Iran. Un comissari iranià anomenat Hosain Dadgar va demanar una important fiança. No tenint la possibilitat ni l'assegurança de ser alliberats pagant aquesta fiança en un país en situació insurreccional, Ross Perot va organitzar una operació comando per fer alliberar els dos empleats de la seva firma. L'operació va ser comandada pel coronel Arthur « Bull » Simons, antic oficial de les forces especials americanes. Ross Perot i un equip de diversos empleats d'EDS Iran van llavors imaginar una missió de salvament, afavorint un aixecament pro-Khomeini a la presó, aixecament que allibera llavors tots els presoners. Procedeixen a continuació a la infiltració dels dos empleats per via terrestre per la frontera amb Turquia, distant diversos centenars de quilòmetres. Aquest episodi és relatat a la novel·la de Ken Follett titulada On Wings of Eagles, i al telefilm homònim d'Andrew V. McLaglen amb Burt Lancaster i Richard Crenna.

### Eleccions presidencials de 1992
Ross Perot es presenta a les Eleccions presidencials dels Estats Units de 1992 contra d'una banda el republicà George Bush i d'altra part el demòcrata Bill Clinton, la qual cosa dona lloc a tres debats triangulars en comptes dels clàssics cara-a-cara. El president sortint en guàrdia contra l'absència d'experiència del seu molt jove i principal adversari, el demòcrata Clinton, Ross Perot va esclatar: « No té segurament l'experiència que cal per crear per a aquest país un dèficit de 30 mil milions de dòlars cada mes!. Davant aquesta ajuda inesperada de l'outsider, Clinton va mostrar alguns segons un posat exultant.
Perot obté més de 19 milions de vots (18,9 %), contra 44 milions per Clinton i 39 milions per Bush.
Tracta de mantenir actiu el seu moviment polític més endavant, i continua denunciant l'augment del deute públic. És un dels més ferotges adversaris del North American Free Trade Agreement (NAFTA), contra el qual porta campanya i debat amb Al Gore en l'emissió Larry King Live. El seu comportament durant aquest debat diverteix molt sobretot amb els seus crits repetits de « deixeu-me acabar » amb el seu accent texà característic. Més endavant, organitza conferències que són seguides per molts polítics de primer rang. Perot aprova l'any 1994 el Contracte republicà amb Amèrica i convida els americans a votar per als candidats republicans aquell any.

### Eleccions presidencials de 1996
Ross Perot es presenta a les Eleccions presidencials dels Estats Units de 1996 sota la bandera del Partit Reformista, que ha creat un any abans. Les lleis electorals vigents l'obliguen tanmateix a presentar-se com a independent en diversos Estats. Gasta igualment molt menys diners personals, autoritzant aquesta vegada altres contribuents a finançar la seva campanya.
Perot va recollir el 8,4 % dels vots, clarament menys que l'any 1992, però un resultat inhabitualment elevat en un país on el Sistema bipartidista regna. Una de les raons d'aquest resultat és la seva exclusió dels debats presidencials després d'un acord entre els dos altres candidats, el senador republicà Bob Dole i el president sortint, el demòcrata Bill Clinton.

### Després de 1996

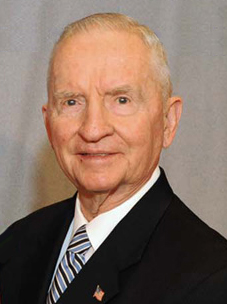
Ross Perot l'any 2008

En el transcurs de la campanya presidencial del 2000, Ross Perot rebutja d'implicar-se en l'enfrontament en el si del Partit reformista entre Pat Buchanan i John Hagelin. Participa al Larry King Live quatre dies abans de l'elecció i aporta en aquesta ocasió el seu suport a George W. Bush per a la presidència. Malgrat la seva oposició inicial a l'ALENA, queda mut en el cas de l'ús extensiu dels visats per a treballadors immigrats als Estats Units, el suport de Buchanan atribueixen aquesta actitud a la dependència de la seva empresa dels treballadors estrangers.
El gener de 2008, en el marc de les primàries republicanes, és posiciona contra John McCain i dona suport a Mitt Romney. Llança al juny següent un bloc apuntant sobretot les ajudes governamentals (Medicare, Seguretat social) i el deute nacional americà. L'any 2012, dona suport a Romney novament per a la presidència. Però no ho fa per cap candidat a les eleccions de 2016.
Mor el 9 de juliol de 2019 a Dallas, a resultes d'una leucèmia, alguns dies després del seu 89è aniversari. És enterrat al Sparkman-Hillcrest Memorial Park Cemetery; una cerimònia commemorativa té lloc a la Highland Park United Methodist Church, amb 1.300 convidats.